# St. Jakob (Dachau)

Pfarrkirche St. Jakob

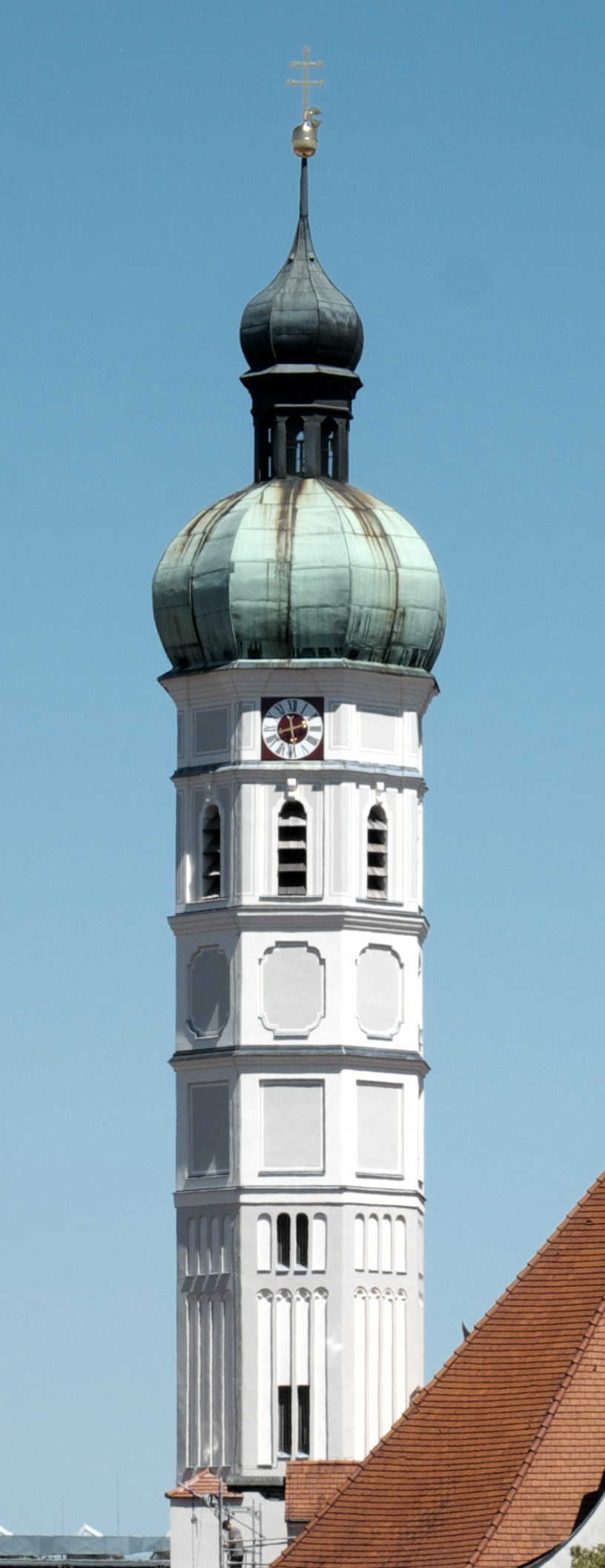
Turm mit Zwiebelhaube und Laterne

Die katholische Pfarrkirche St. Jakob in Dachau im gleichnamigen oberbayerischen Landkreis ist ein Bau der Spätrenaissance, der gegen Ende des 16. und zu Beginn des 17. Jahrhunderts an der Stelle einer romanischen Vorgängerkirche errichtet wurde. Die Kirche, am Kreuzungspunkt dreier Fernstraßen, nach Augsburg, nach Freising und nach München, ist dem Apostel Jakobus dem Älteren geweiht, dem Schutzpatron der Pilger und Reisenden.

## Geschichte
Eine erste Kirche entstand vermutlich in der Mitte des 13. Jahrhunderts. Die Pfarrei Dachau wird erstmals in der Konradinischen Matrikel, dem 1315/16 erstellten Güterverzeichnis des Bistums Freising, schriftlich erwähnt. In einer Urkunde aus dem Jahr 1390 ist die Dachauer Kirche mit dem Patrozinium des heiligen Jakobus genannt.
Gegen Ende des 15. Jahrhunderts wurde der bis heute erhaltene Nordturm errichtet. In den Jahren 1584 bis 1586 erfolgte der Umbau von Chor und Turm unter der Leitung des Münchner Hofbaumeisters Friedrich Sustris, zu dessen bedeutendsten Werken die Jesuitenkirche St. Michael in München gehört. Nach den Plänen seines Schwiegersohnes und Nachfolgers Hans Krumpper wurde in den Jahren 1624 bis 1626 das alte Langhaus durch einen Neubau ersetzt. 1629 baute man an der Südseite des Chors die Grabkapelle für Wilhelm Jocher und seine Gemahlin an. Ab 1774 wurde die Kapelle als Heilig-Blut-Kapelle bezeichnet, 1933 wurde sie zur Priestersakristei umgebaut.
1678 wurde der spätgotische Turm aufgestockt und mit einer Zwiebelhaube und Laterne versehen. Sein Untergeschoss dient heute als Ministrantensakristei. 1926/27 verlängerte man die Kirche um zwei Joche nach Westen und errichtete die neue Westfassade mit großer Freitreppe.

## Lage
Die Stadtpfarrkirche St. Jakob liegt in zentraler Lage in der oberen Altstadt Dachau unterhalb des Dachauer Schlosses. Sie ist der Referenzpunkt für alle Entfernungen von und nach Dachau. Sie liegt auf 506 m ü. NHN.

## Außenbau

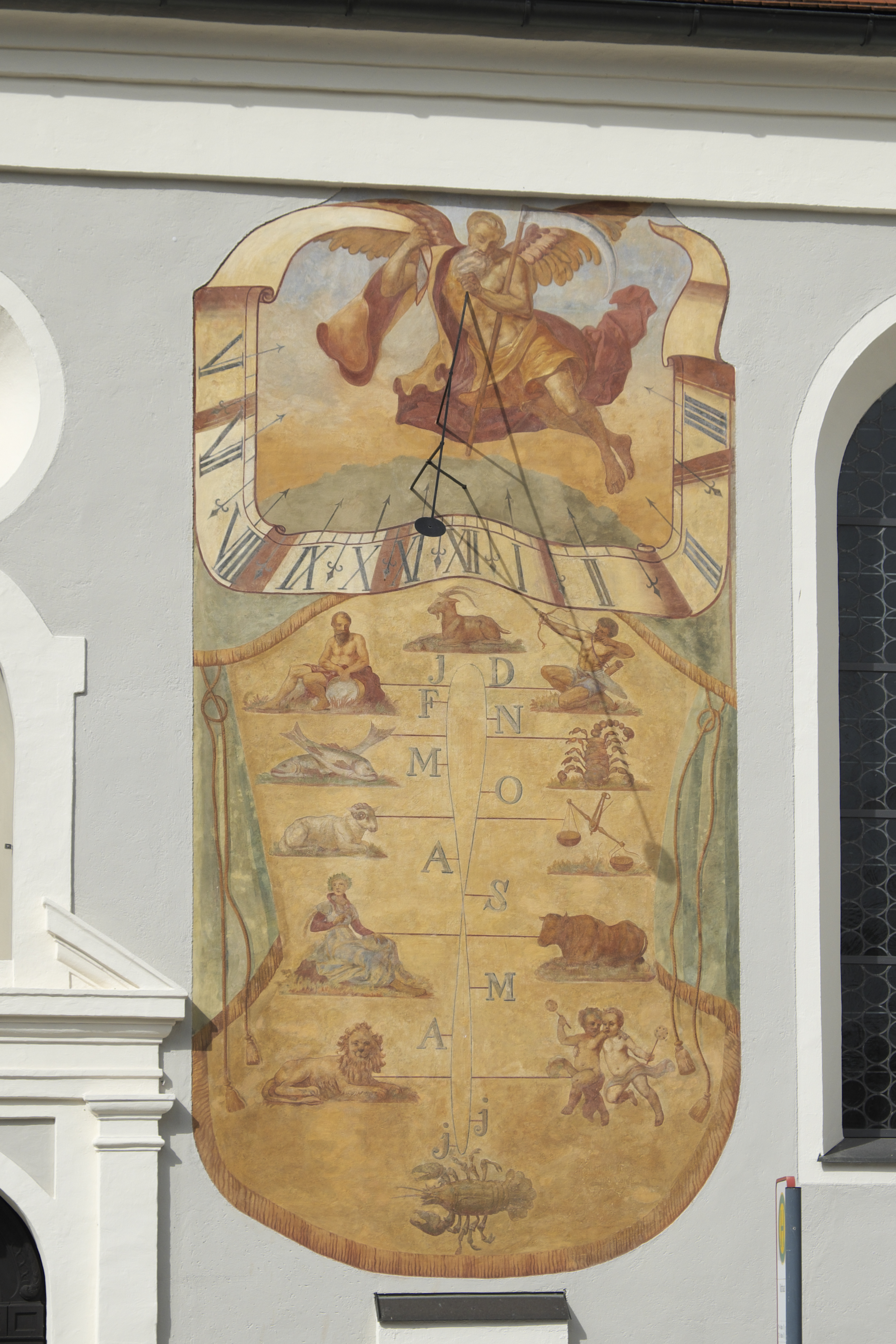
Sonnenuhr

### Glockenturm
Im nördlichen Chorwinkel erhebt sich der 44 Meter hohe Turm, dessen achteckiges Glockengeschoss eine filigrane Stab- und Maßwerkgliederung aufweist.

### Sonnenuhr
Neben dem Südportal bedeckt die großflächig aufgemalte Sonnenuhr mit Tierkreiszeichen des Dachauer Malers und späteren Bürgermeisters Johann Georg Hörmann aus dem Jahr 1699 die Außenwand.

### Portale
Der Eingang an der Südseite, über dem in einer Nische die Holzfigur des Kirchenpatrons als Jakobspilger eingestellt ist, war bis zur Verlängerung der Kirche das ursprüngliche Hauptportal. Auf den Türflügeln sind rechts der heilige Laurentius mit seinem Attribut, dem Rost, dargestellt und links der heilige Nikolaus mit den drei goldenen Kugeln, die er drei jungen Frauen schenkte, um sie vor der Prostitution zu bewahren. Die Türflügel des Nordportals stellen links Jakobus und rechts vielleicht einen bayerischen Herzog oder den römischen Märtyrer Kastulus dar, der nach der Legende lebendig begraben worden sein soll, worauf seine Schaufel verweist. Die Reliefs der beiden Portale stammen von 1625. Das Westportal wurde im Zuge der Verlängerung der Kirche im Jahr 1927 geschaffen. Die Schnitzreliefs zeigen die heilige Elisabeth von Thüringen mit Rosen in den Händen und die heilige Agnes von Rom mit ihrem Attribut, dem Lamm.

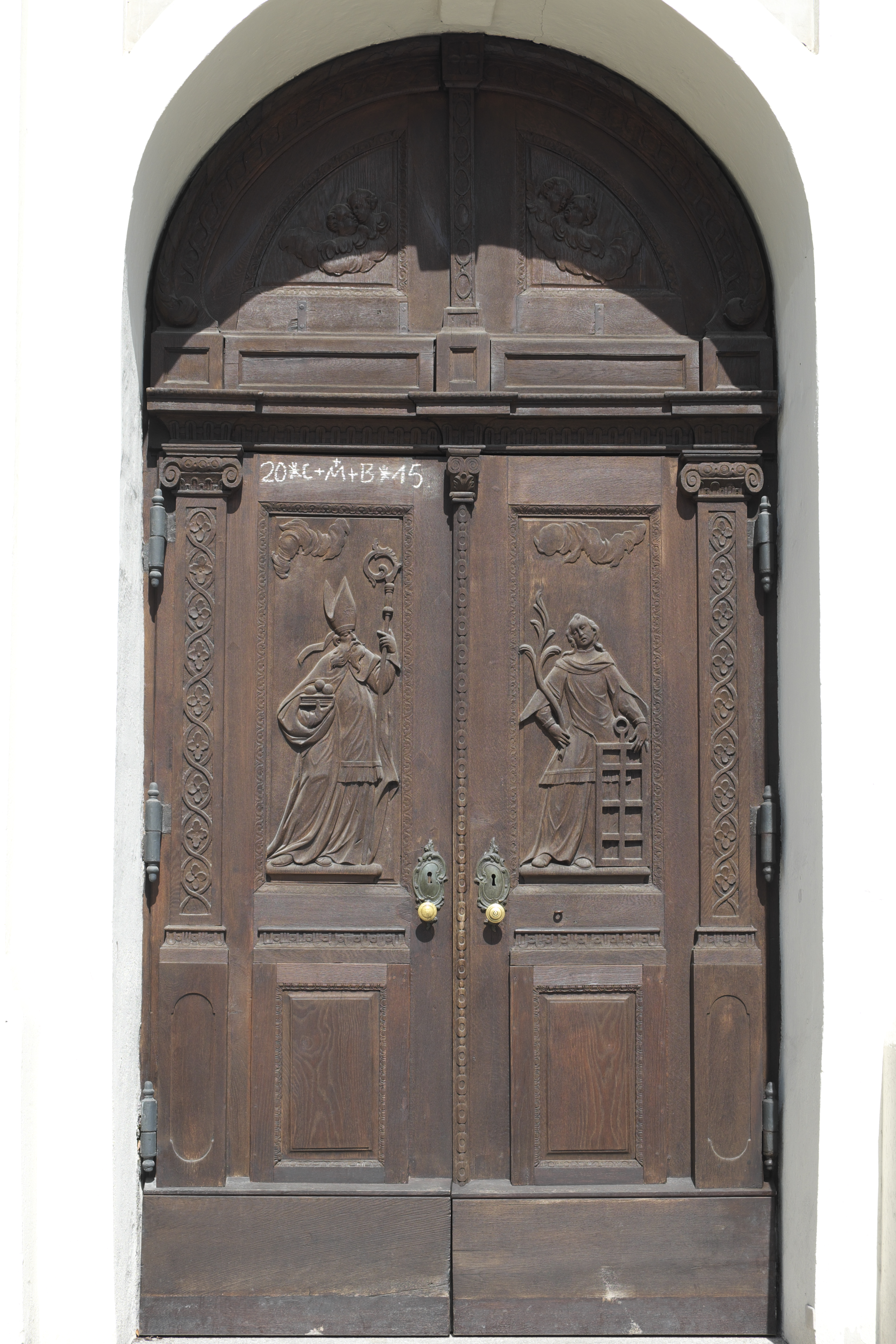
Südportal
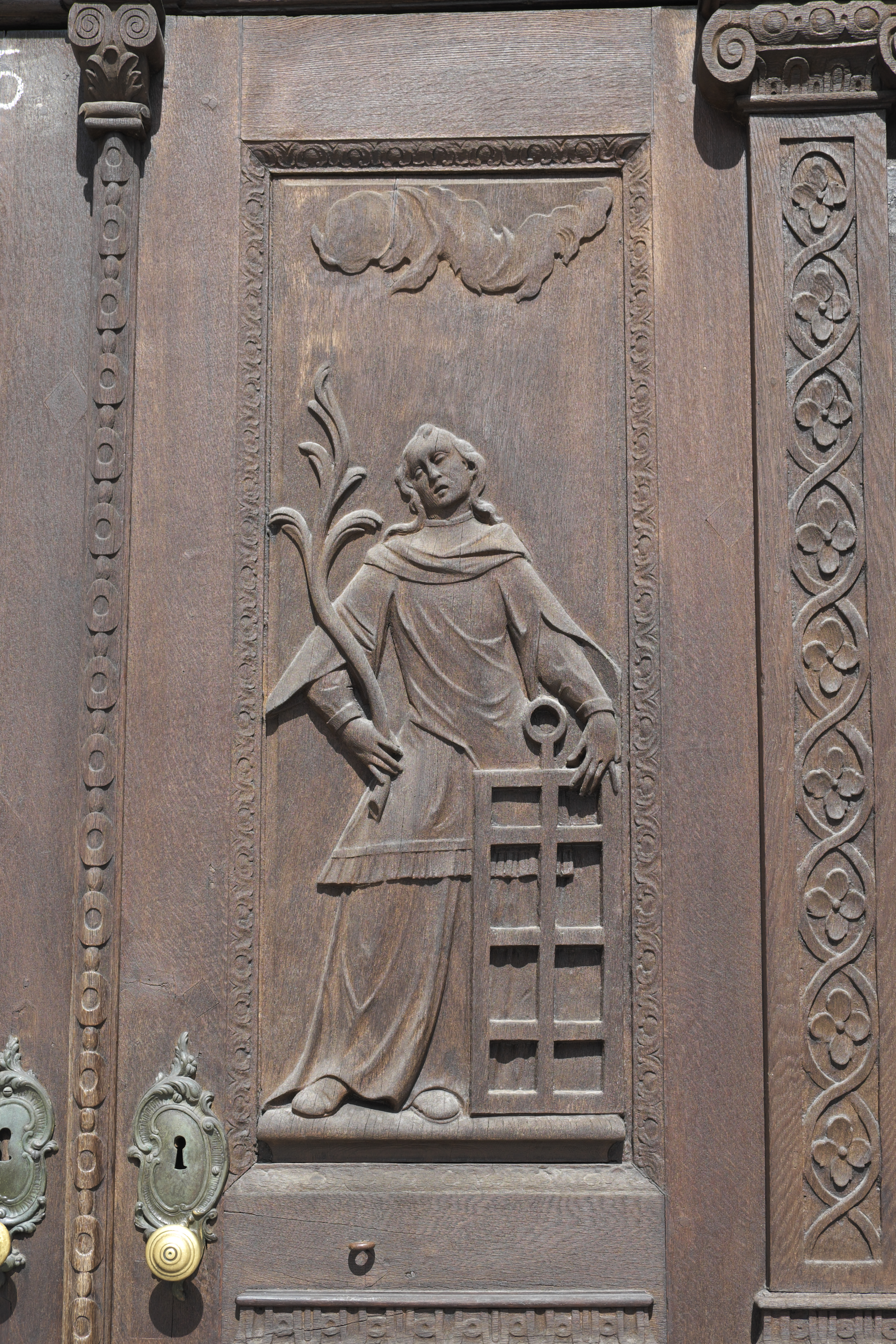
Südportal, heiliger Laurentius
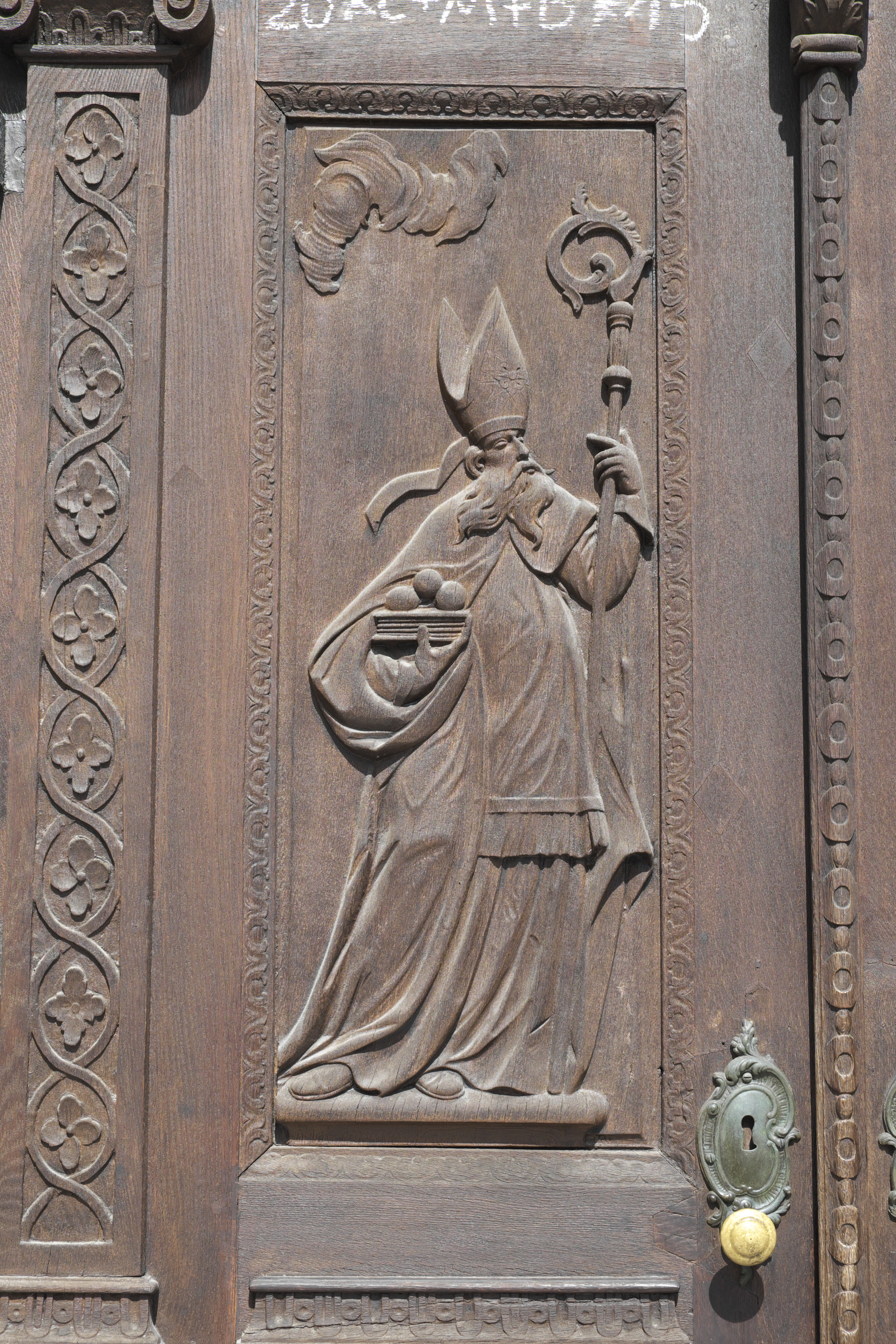
Südportal, heiliger Nikolaus
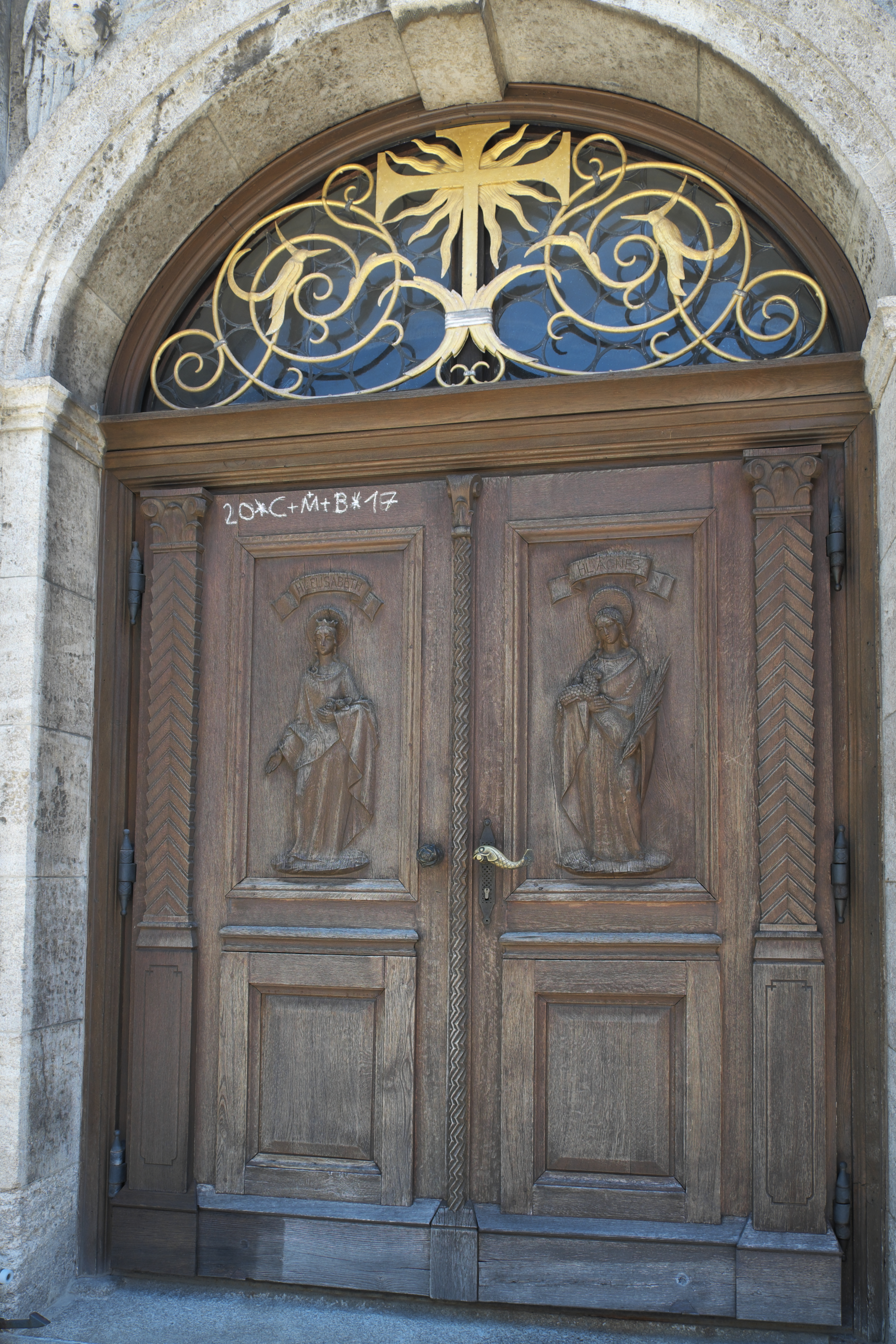
Westportal

## Innenraum

Innenraum, Gesamtansicht

Innenraum, Chor und Seitenaltäre

Das Langhaus ist eine dreischiffige Pfeilerhalle mit fünf  Jochen. Die Seitenschiffe überspannen Quertonnen mit Stichkappen, das breitere Mittelschiff wird von einem flachen Kreuzrippengewölbe gedeckt, das von kreuzförmigen Pfeilern getragen wird. Der eingezogene, rechteckig geschlossene Chor wird wie das Langhaus von großen Rundbogenfenstern beleuchtet. Der gesamte Innenraum ist am Gewölbe mit schlichtem Rahmenstuck aus Herzlaub und Eierstab überzogen.

## Ausstattung

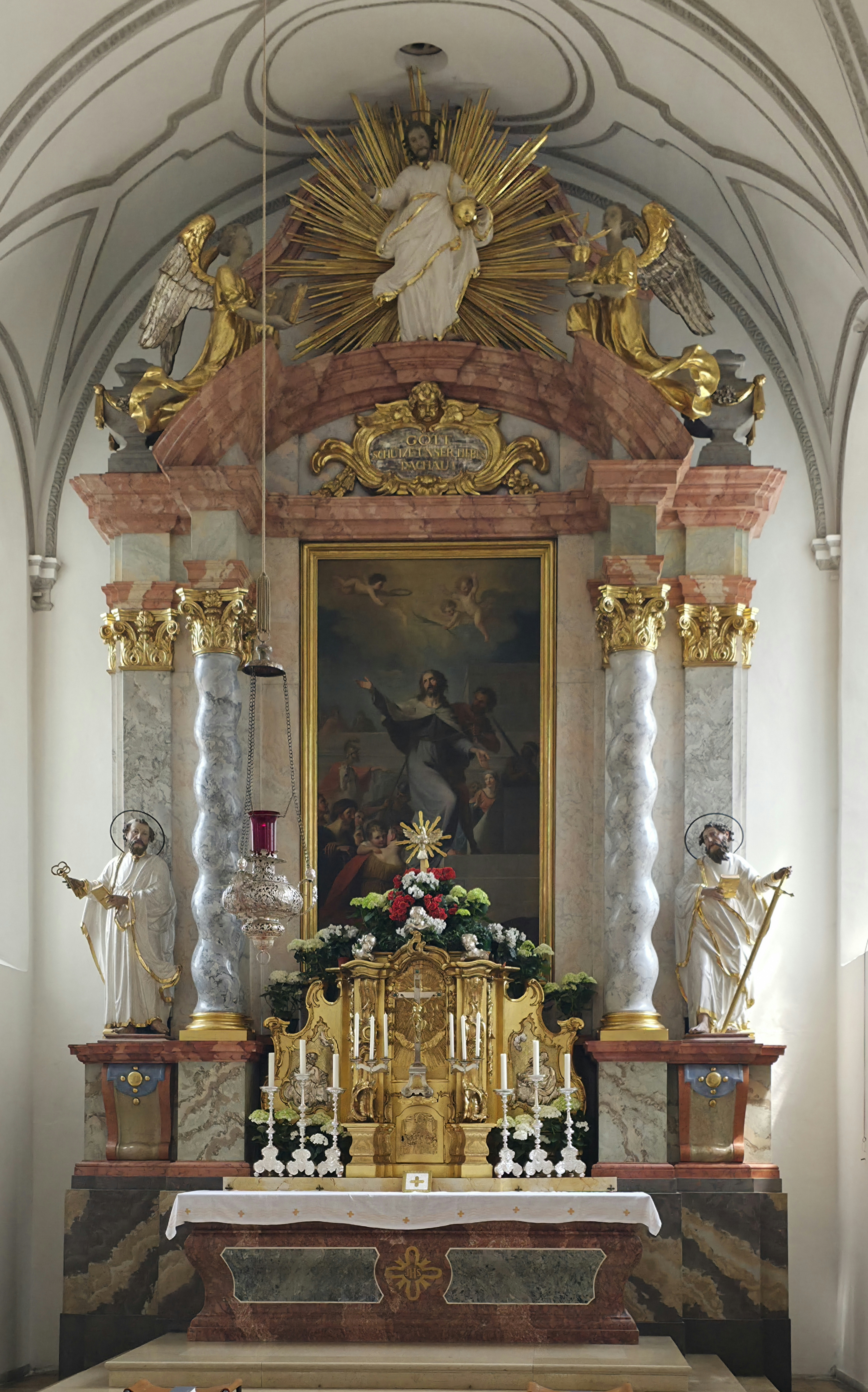
Hochaltar

- Der heutige Hochaltar wurde 1939 eingebaut. Der Tabernakel im Stil des Rokoko stammt noch aus dem 18. Jahrhundert. Das aus dem Vorgängeraltar übernommene Altarblatt stellt den Apostel Jakobus den Älteren auf dem Weg zu seiner Enthauptung dar. Es wurde 1816 von Joseph Hauber (1766–1834) gemalt.
- Die beiden hochbarocken Seitenaltäre, links der Marienaltar, rechts der Josefsaltar, aus dem Jahr 1714 sind in Stuckmarmor ausgeführt. Die Altarblätter im Nazarenerstil wurden 1853 von dem Maler Franz Josef Wurm (1816–1865) geschaffen.
- Das achteckige Taufbecken aus Rotmarmor stammt aus der Zeit der Spätgotik. Die barocke Figurengruppe der Taufe Jesu von 1675 auf dem Deckel wird Adam Luidl zugeschrieben.
- Die silbergetriebene Halbfigur des Apostels Jakobus aus dem Jahr 1696 ist eine Arbeit des Münchner Goldschmieds Johann Georg Oxner. Jakobus ist mit einem Buch in der Hand, der Jakobsmuschel, Pilgerstab und -tasche dargestellt.
- Die Silberampel über dem Altartisch wurde 1704 von dem Augsburger Goldschmied Johann Joachim Lutz geschaffen. Auf ihr sind der heilige Jakobus, Maria und das Dachauer Schloss zu sehen.
- Das große Kruzifix und die von einem Schwert durchbohrte Mater dolorosa im Altarraum werden in das 18. Jahrhundert datiert.
- An den Pfeilern des Langhauses und im Chor sind die lebensgroßen, weiß gefassten Figuren der zwölf Apostel aufgestellt. Sie werden um 1625 datiert und wurden möglicherweise von Constantin Pader (um 1600–1681) geschnitzt, der zu dieser Zeit in Dachau ansässig war.
- Die barocke Schnitzfigur des von Pfeilen durchbohrten heiligen Sebastian neben dem Südeingang erinnert an die Sebastiansbruderschaft.
- Die spätgotische Kreuzigungsgruppe über dem Südportal wurde zwischen 1562 und 1567 von Adam Krumpper, dem Vater von Hans Krumpper, geschaffen. Sie war ursprünglich von Herzog Albrecht V. für die Dachauer Schlosskapelle in Auftrag gegeben worden.
- Die Figur der schmerzhaften Muttergottes aus der Zeit um 1740 unter der Empore wird von sieben Schwertern durchbohrt.
- Weitere Figuren aus der Barockzeit sind eine Unterweisung Mariens (um 1700), ein heiliger Florian (um 1630) und der heilige Rasso.

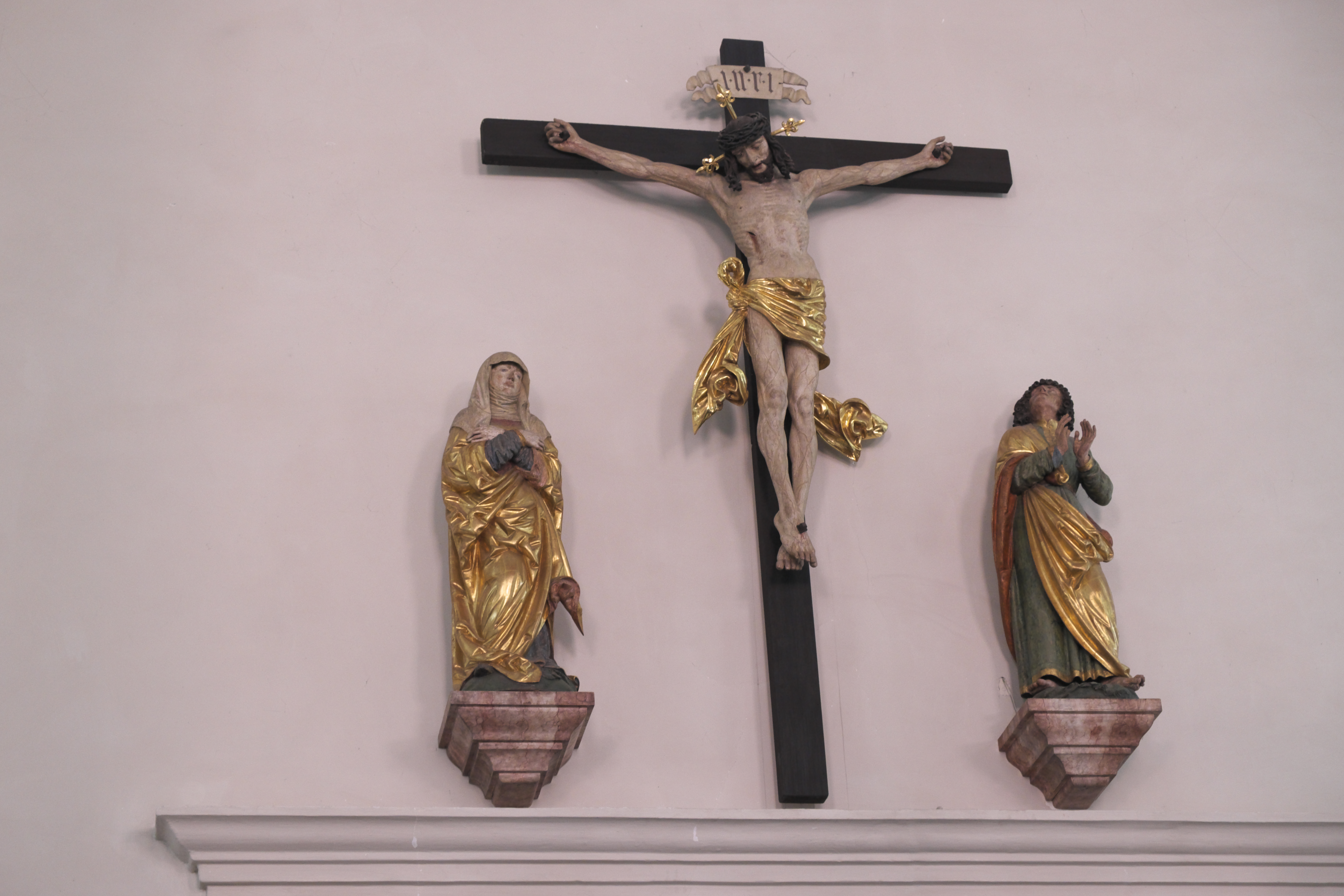
Kreuzigungsgruppe
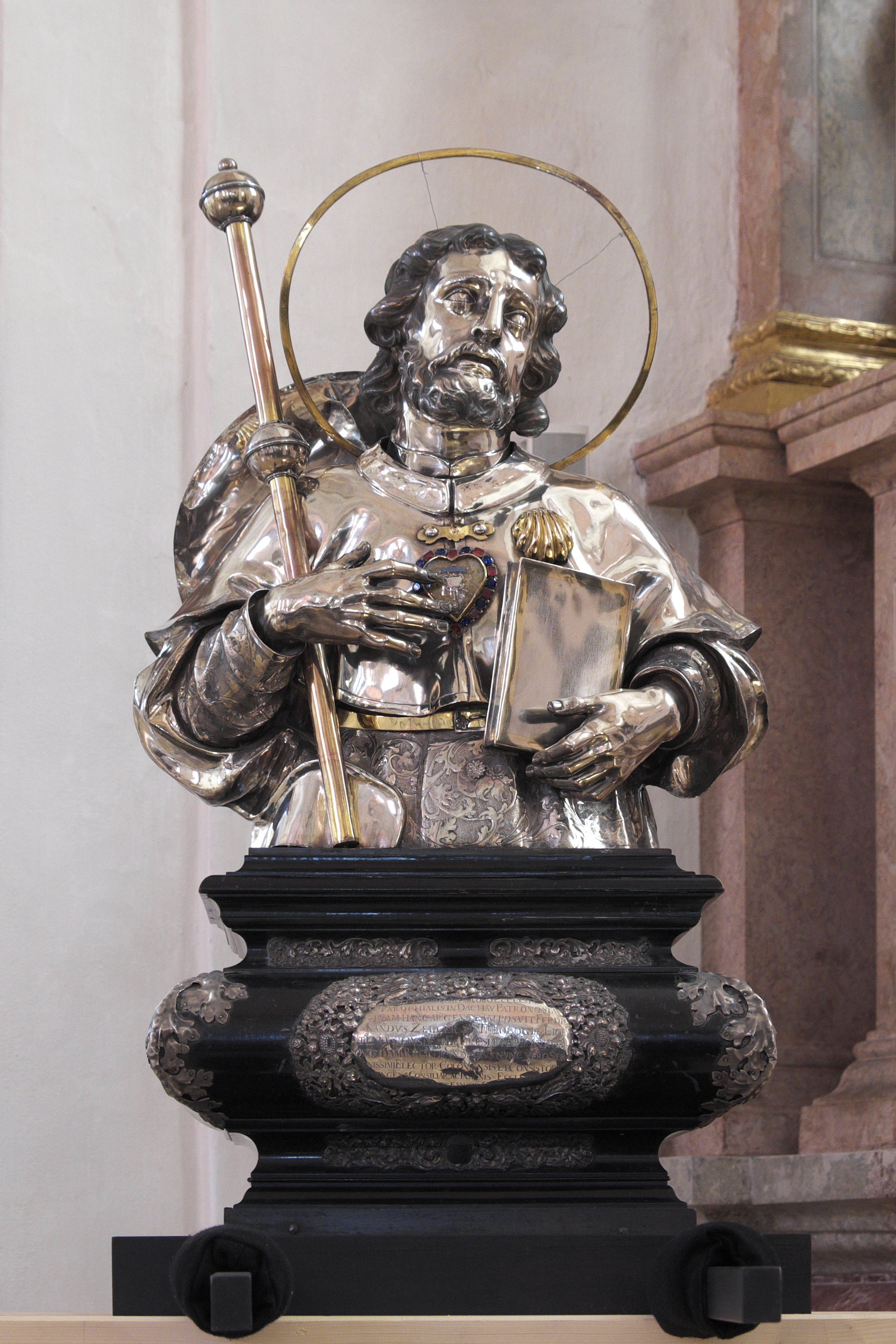
Halbfigur des Apostels Jakobus des Älteren
Mater Dolorosa
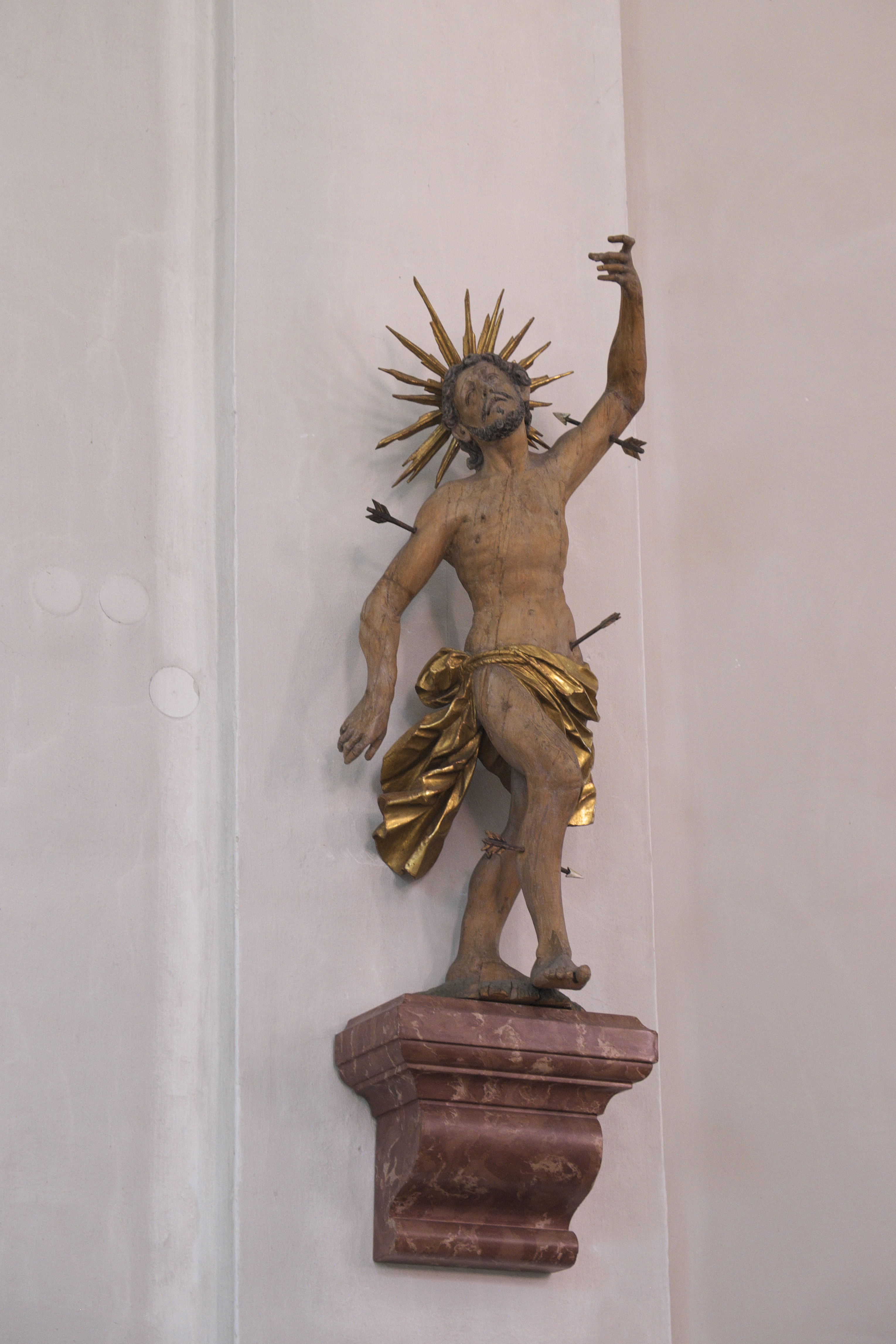
Heiliger Sebastian

## Orgel

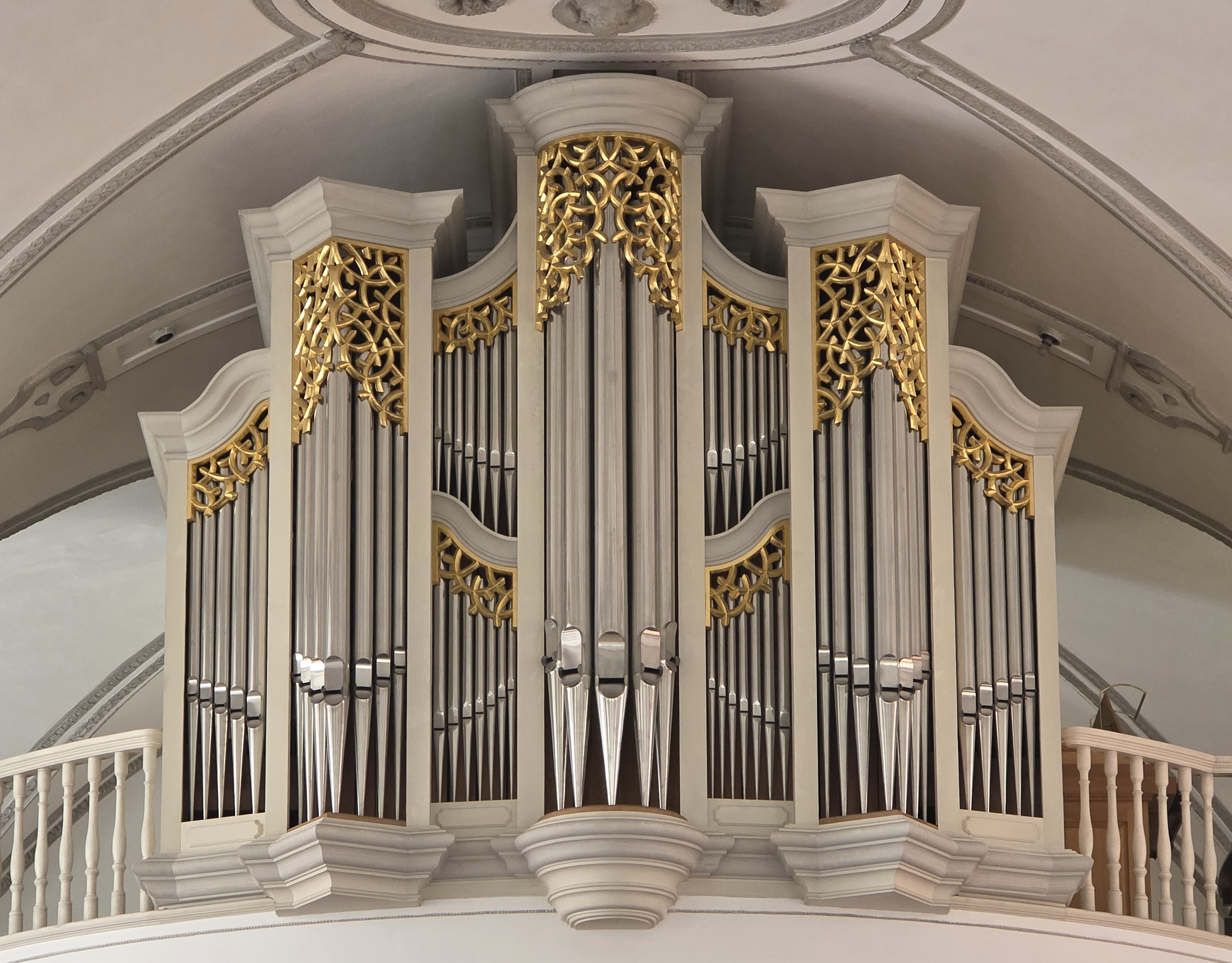
Die Vleugels-Orgel

Die Orgel mit 35 Registern auf zwei Manualen und Pedal wurde 1997 von Orgelbau Vleugels gebaut. Die Disposition lautet:
| I Hauptwerk C–g3 |                |        |
| 1.               | Bourdon        | 16′    |
| 2.               | Principal      | 8′     |
| 3.               | Copl           | 8′     |
| 4.               | Flauttravers   | 8′     |
| 5.               | Viola di Gamba | 8′     |
| 6.               | Octav          | 4′     |
| 7.               | Hohlflaut      | 4′     |
| 8.               | Quint          | 2 ⁄3′  |
| 9.               | Superoctav     | 2′     |
| 10.              | Terz           | 1 3⁄5′ |
| 11.              | Larigot        | 1 ⁄3′  |
| 12.              | Mixtur IV      | 1 ⁄3′  |
| 13.              | Cornet IV      | 4′     |
| 14.              | Trompet        | 8′     |
| 15.              | Claron         | 4′     |
|                  | Tremulant      |        |

| II Echo C–g3 |                 |        |
| 16.          | Geigenprincipal | 8′     |
| 17.          | Bourdon         | 8′     |
| 18.          | Salicional      | 8′     |
| 19.          | Unda maris      | 8′     |
| 20.          | Fugara          | 4′     |
| 21.          | Flauto di amore | 4′     |
| 22.          | Quintflaut      | 2 ⁄3′  |
| 23.          | Flageolet       | 2′     |
| 24.          | Terzflaut       | 1 3⁄5′ |
| 25.          | Sifflet         | 1′     |
| 26.          | Cymbel IV       | 1′     |
| 27.          | Fagott          | 16′    |
| 28.          | Hoboi           | 8′     |
|              | Tremulant       |        |

| Pedal C–f1 |                |     |
| 29.        | Contrabass     | 16′ |
| 30.        | Subbass        | 16′ |
| 31.        | Octavbass      | 8′  |
| 32.        | Violonbass     | 8′  |
| 33.        | Superoctavbass | 4′  |
| 34.        | Bombardbass    | 16′ |
| 35.        | Trompetbass    | 8′  |

- Nebenregister: Cymbelstern, Nachtigall
- Koppeln und Spielhilfen: Normalkoppeln; zusätzliche elektr. Manualkoppel, elektronischer Setzer 256-fach plus Sequenzer, Zungen ab, Tutti, MIDI-Anlage

## Vereinsfahnen der Handwerker
Die Fahnen der Handwerkervereine werden zu besonderen Anlässen in der Kirche aufgestellt. Die Fahnen wurden im 19. Jahrhundert angefertigt und stellen die Schutzpatrone der jeweiligen Handwerksberufe dar. Die heilige Katharina von Alexandrien wird sowohl auf der Fahne der Müller und Melber (Mehlhändler) als auch auf der Fahne der Wagner und Zinngießer abgebildet. Auf der Fahne der Waffen- und Nagelschmiede ist der heilige Eligius dargestellt, auf der Fahne der Schuhmacher sieht man die Brüder Crispinus und Crispinianus.

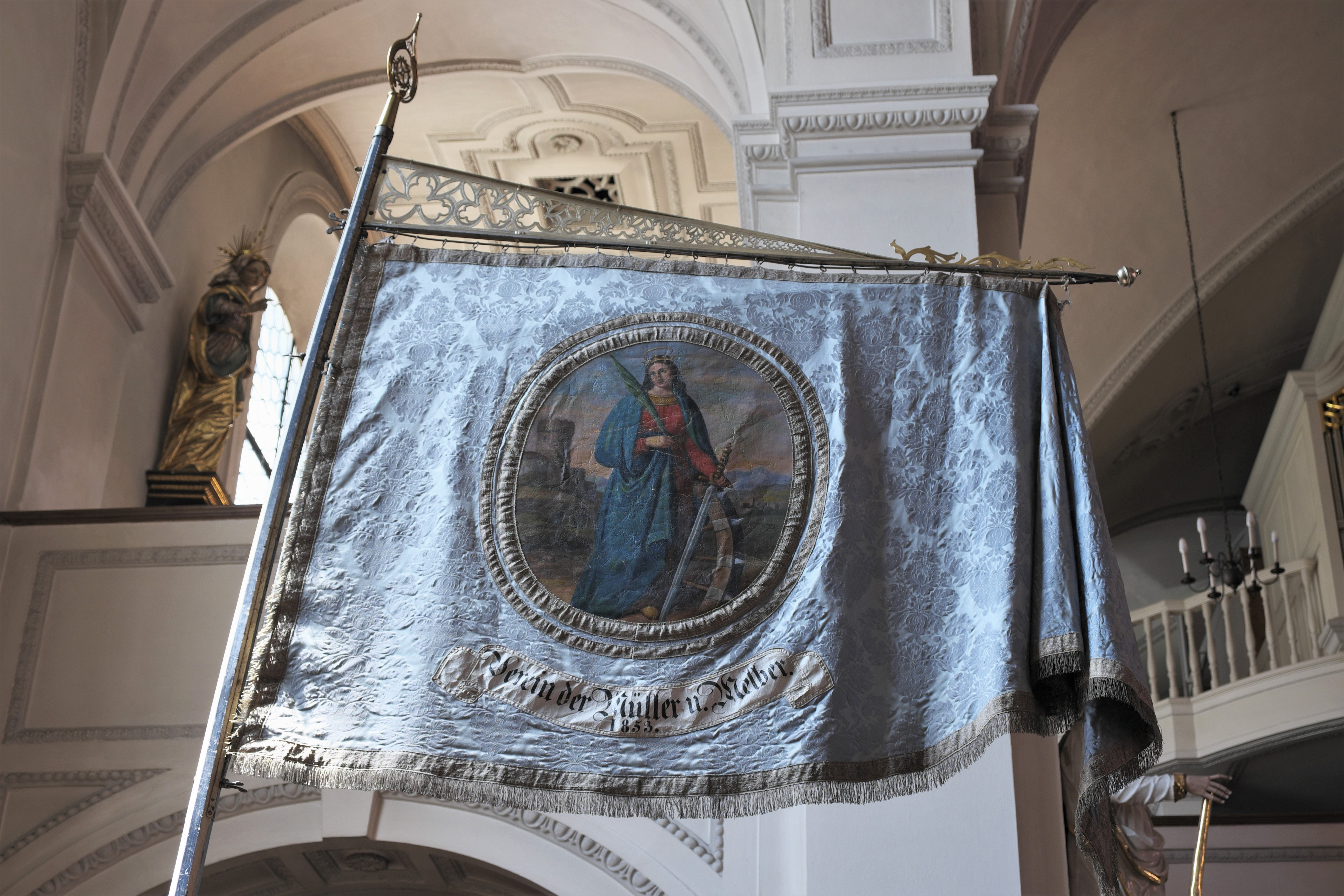
Fahne der Müller und Melber von 1853, Katharina von Alexandrien
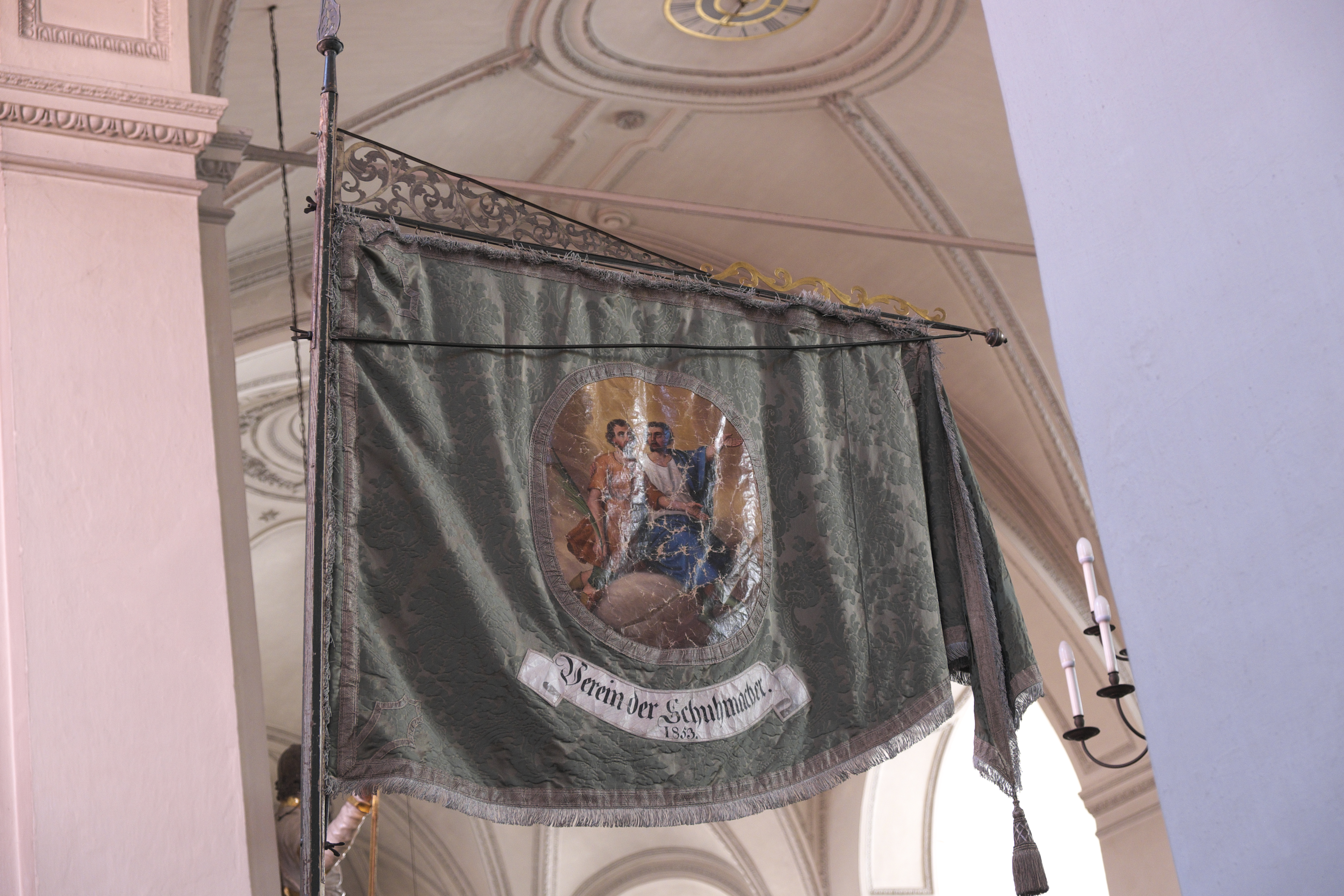
Fahne der Schuhmacher von 1853, Schutzpatrone Crispinus und Crispinianus
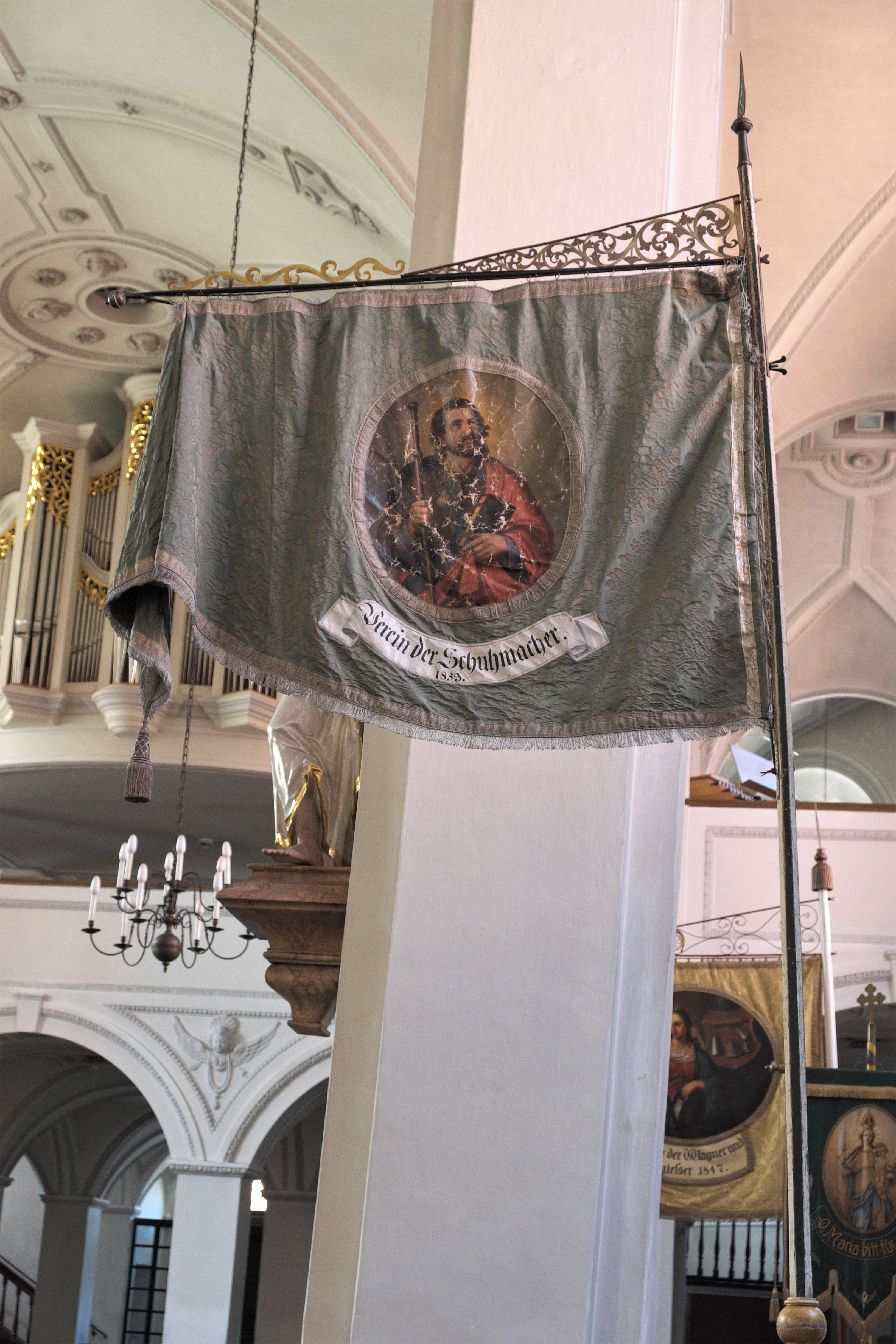
Fahne der Schuhmacher von 1853, heiliger Jakobus auf der Rückseite
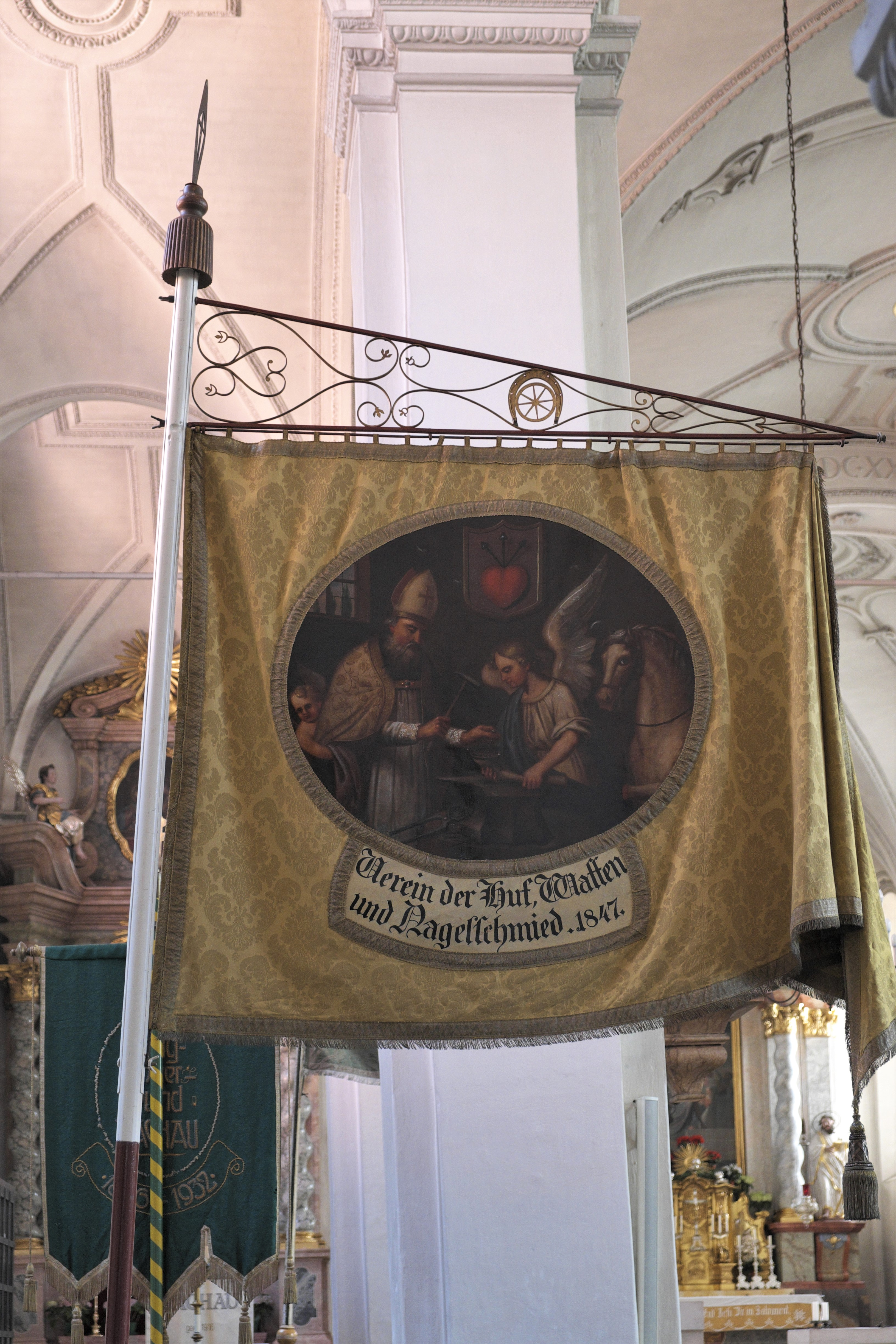
Fahne der Huf-, Waffen- und Nagelschmiede von 1847, heiliger Eligius

## Epitaphien und Gedenksteine
An den Innenwänden der Kirche sind mehrere Epitaphien angebracht. Das Epitaph des herzoglichen Kastners Georg Schwanckhler († 1606) zeigt den Verstorbenen mit seiner Familie unter dem Kruzifix kniend. Auf dem Grabdenkmal des kurfürstlichen Schlosspflegers Wilhelm Jocher († 1636) ist ein von Engeln gehaltenes Doppelwappen dargestellt. Eine weiße Marmorbüste erinnert an den Bierbrauer Josef Benedikt Schmetterer († 1801).
Ein Rotmarmorstein aus dem Jahr 1627 enthält einen Text zur Baugeschichte und berichtet vom Abbruch der alten Kirche und dem Baubeginn des neuen Langhauses im Jahr 1624.

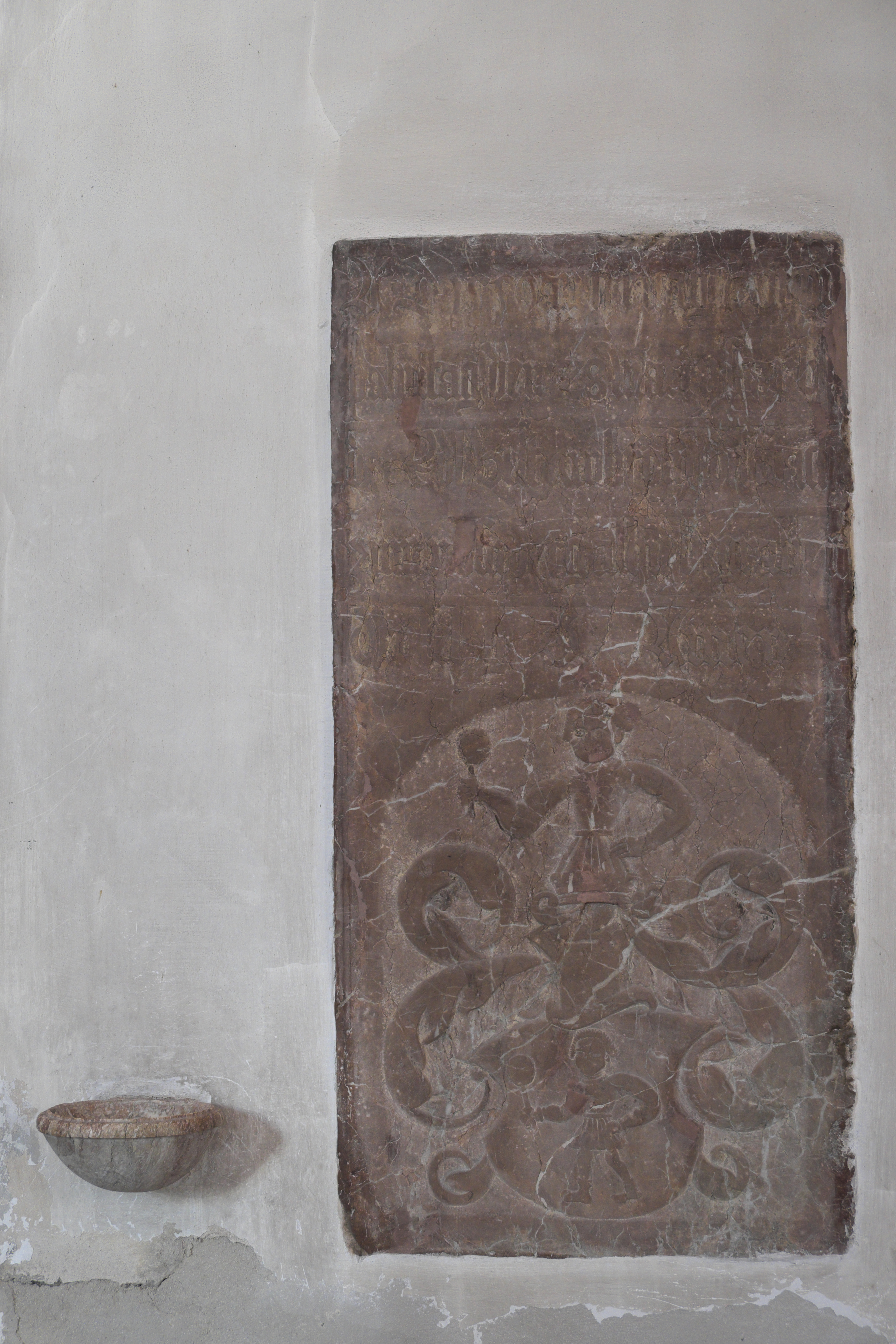
Epitaph von 1550, mit Wappen
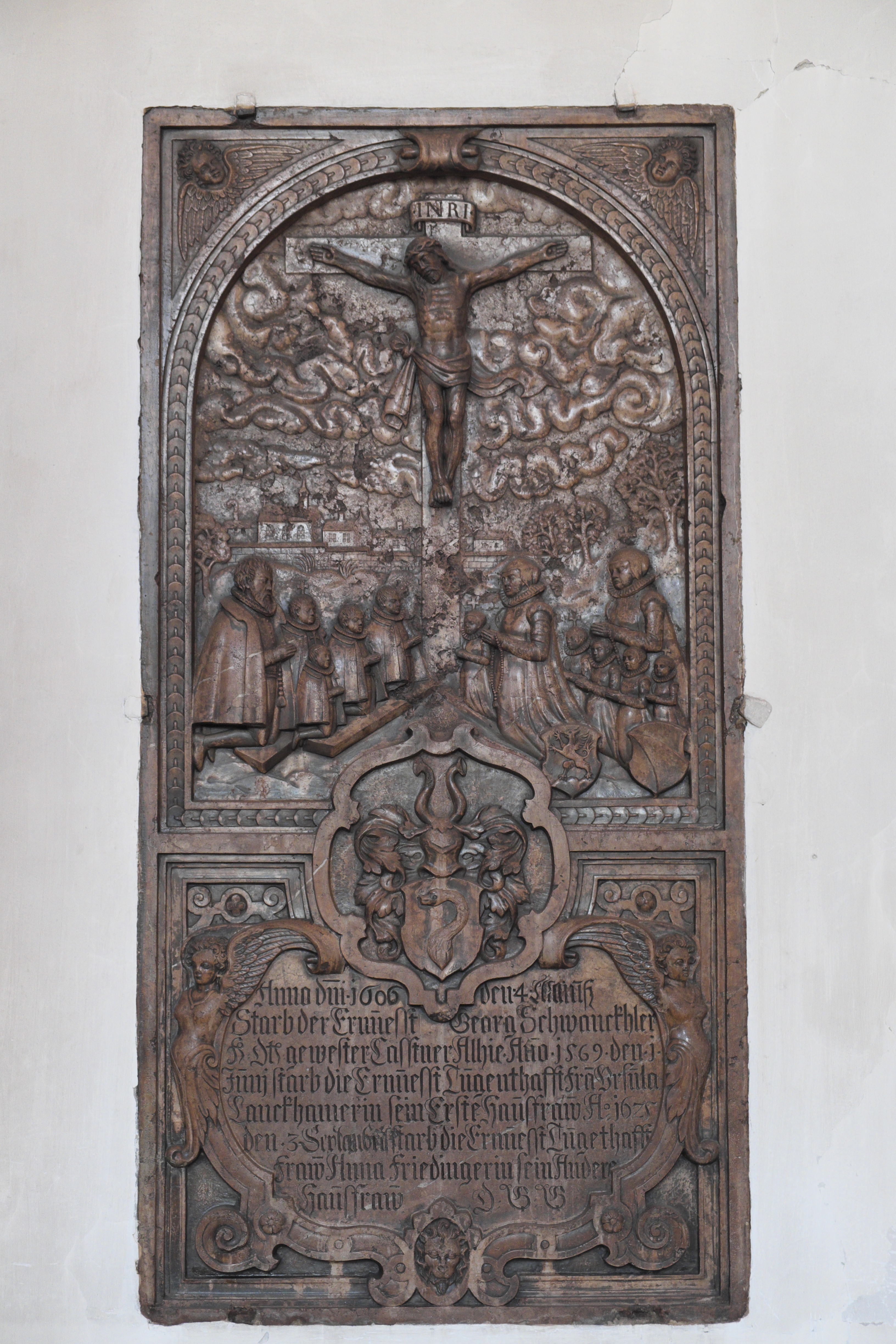
Epitaph für Georg Schwanckhler und seine Familie
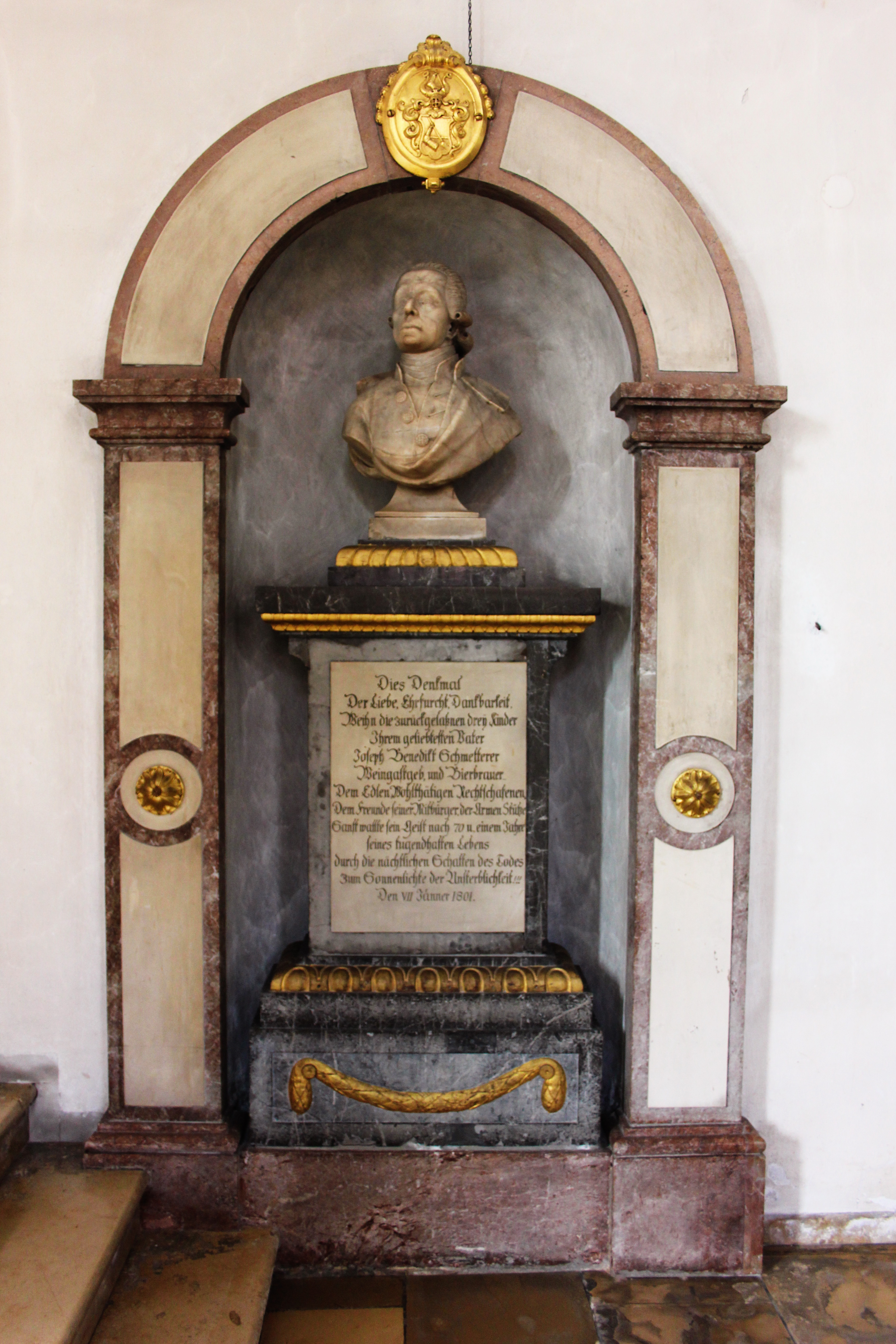
Grabmonument für Josef Benedikt Schmetterer
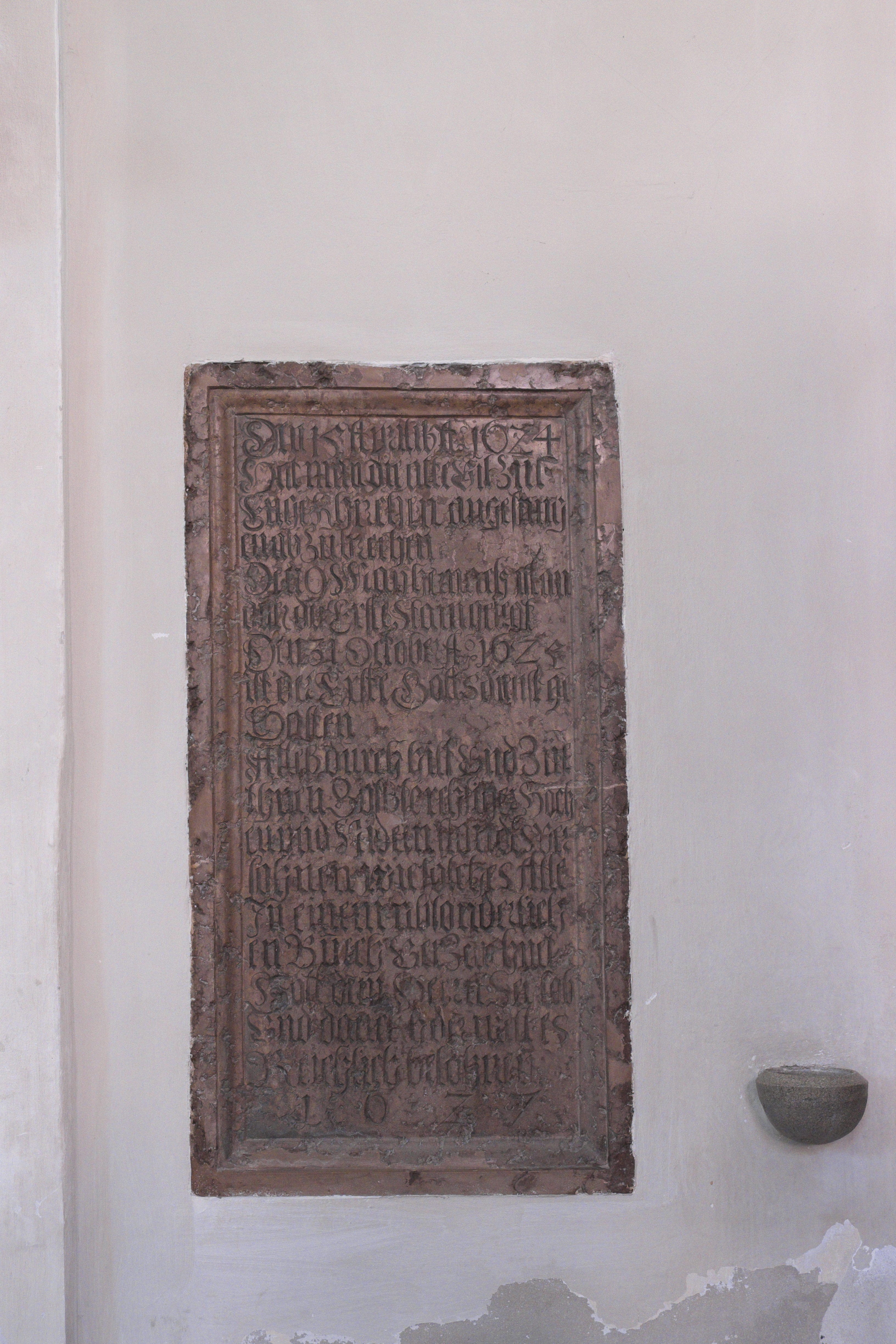
Gründungsstein von 1627